# Benthamiella graminifolia
Benthamiella graminifolia ist eine Pflanzenart aus der Gattung Benthamiella in der Familie der Nachtschattengewächse (Solanaceae).

## Beschreibung
Benthamiella graminifolia ist ein Chamaephyt, dessen Laubblätter 15 bis 18 mm lang und 0,5 bis 1,5 mm briet werden. An der Basis der Blattspreite ist der Rand mit einfachen oder verzweigten Trichomen behaart. Der Blütenkelch ist 9 mm lang, röhrenförmig und an der Außenseite behaart, der Rand der Kelchröhre ist jedoch unbehaart. Die Krone ist 14 bis 16 mm lang, röhrenförmig und geringfügig bauchig. Sie ist innen im oberen Teil der Kronröhre drüsig behaart. Die fünf Staubblätter sind nahezu gleichgestaltig und stehen nicht über die Krone hinaus. Die Staubfäden sind unbehaart und setzen in etwa in der Hälfte der Kronröhre an. Der Fruchtknoten besitzt ein sichtbares Nektarium, der Griffel steht nicht über die Krone hinaus.

## Verbreitung
Die Art ist ein Endemit Patagoniens und wächst dort im Westen Río Negros und Chubuts in Steppen.

## Systematik und Botanische Geschichte
Die Art wurde 1916 von Carl Johan Fredrik Skottsberg erstbeschrieben.